# Conferència de Bandung

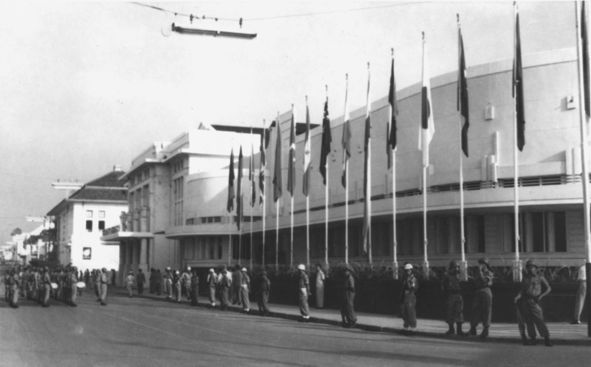
Lloc on es va dur a terme la conferència en 1955

Països representats a la conferència

La Conferència de Bandung fou una reunió de líders dels països africans i asiàtics que havien estat sota colonització europea, entre el 18 i el 24 d'abril del 1955 a Bandung (Indonèsia) amb l'assistència de 29 països.

## Antecedents
La conferència de Bandung fou precedida per la conferència de Bogor de 1949, que va suposar la llavor per al pla de Colombo, una organització regional que pretén enfortir els esforços intergovernamentals per enfortir el desenvolupament econòmic i social en la regió de l'Àsia-Pacific.

## La conferència
La conferència fou organitzada per dos líders independentistes: Nehru de l'Índia i Sukarno d'Indonèsia i pretenia posar fi al colonialisme i evitar el neocolonialisme en forma d'influència i dependència econòmica. En aquest sentit, s'advocava per la sobirania dels nous estats independents i per la no-alineació en qualsevol dels dos blocs de la Guerra Freda, tot i que aquesta política només la seguiria l'Índia.

## Conseqüències
Aquesta conferència va representar la posada en escena del Tercer món i va visualitzar quin seria el camp de batalla, de lliure competició i sense fronteres fixades pels conflictes entre l'URSS i els Estats Units.
Es va preveure una segona reunió prevista al Caire, però aquesta reunió va ser posposada indefinidament.